# Acanthermia velutipuncta
Acanthermia velutipuncta är en fjärilsart som beskrevs av William Schaus 1933. Acanthermia velutipuncta ingår i släktet Acanthermia och familjen nattflyn. Inga underarter finns listade i Catalogue of Life.